# Giuseppe Rescifina Messina
La Polisportiva Giuseppe Rescifina Messina è una squadra di pallacanestro femminile di Messina. 
Rifondata nel 1991 dopo la cessione della Liberi Sportivi Messina, ha disputato vari campionati di Serie A1, edizioni della Coppa Italia ed alla Coppa Ronchetti.

## Storia
Nel 2009, dopo essersi classificata al 1º posto in Serie B regionale  e 1° nel Poule promozione, è stata sconfitta alla gara di play-off. La promozione alla terza serie nazionale, la Serie B d'Eccellenza, è arrivata comunque tramite ripescaggio.
Nel 2024-2025, non si iscrive alla Serie B e vince la Serie C.

## Cronistoria
| Cronistoria della Giuseppe Rescifina Messina |
| --- |
| - Fondazione della Liberi Sportivi Messina. - 1966-1967 · attività giovanile. - 1967-1968 · partecipa alla Promozione. - 1968-1969 · partecipa alla Promozione. - 1969-1970 · 1ª in Promozione, vince lo spareggio, promossa in Serie B. - 1970-1971 · 7ª in Serie B, rinuncia all'iscrizione. - 1971-1972 · 1ª in Promozione, 1ª nel girone finale, promossa in Serie B ma rinuncia. - 1972-1973 · 4ª in Promozione. - 1973-1974 · 4ª in Promozione, ammessa in Serie C. - 1974-1975 · 4ª in Serie C, 1ª in Poule C. - 1975-1976 · 3ª in Serie C, 6ª nel Girone M di Poule B. - 1976-1977 · 2ª nel Girone K di Serie C, 5ª nel Girone H di Poule B, ammessa in Serie B. - 1977-1978 · 6ª in Serie B, 5ª in Poule B, retrocessa in Serie C. - 1978-1979 · 4ª in Poule C. - 1979-1980 · 3ª nel Girone M di Serie C, 1ª nel Girone M di Poule C, promossa in Serie B. - 1980-1981 · 6ª nel Girone H di Serie B, 4ª nel Girone R di Poule B, retrocessa in Serie C. - 1981-1982 · 1ª in Serie C, 2ª nel Girone U di Poule B, vince lo spareggio, promossa in Serie B. - 1982-1983 · 6ª nel Girone H di Serie B, 7ª in Poule Salvezza, retrocessa in Serie C. - 1983-1984 · 3ª in Serie C, 4ª in Poule Promozione, finalista play-off. - 1984-1985 · 5ª in Serie C, 1ª in Poule Salvezza, ammessa in Serie B. - 1985-1986 · 11ª nel Girone H di Serie B. - 1986-1987 · 5ª nel Girone H di Serie B. - 1987-1988 · 6ª in Serie B. - 1988-1989 · 14ª in Serie B, retrocessa in Serie C. - 1989-1990 · 1ª nel Girone M di Serie C, promossa in Serie B. - 1990-1991 · 9ª in Serie B. - 1991-1992 · diventa Polisportiva Giuseppe Rescifina, 5ª in Serie B. - 1992-1993 · 1ª in Serie B, vince i play-off, promossa in Serie A2. - 1993-1994 · 5ª in Serie A2, promossa in Serie A1 Poule B. - 1994-1995 · 4ª in Serie A1 Poule B, eliminata al secondo turno play-off. - 1995-1996 · 1ª nel Girone B di Serie A2 d'Eccellenza, 1ª in Poule Promozione, promossa in Serie A1. - 1996-1997 · 10ª in Serie A1, salva ai play-out. - 1997-1998 · 2ª in Serie A1, quarti dei play-off. - 1998-1999 · 2ª in Serie A1, semifinali dei play-off. Finalista in Coppa Italia - 1999-2000 · 3ª in Serie A1, quarti dei play-off - 2000-2001 · 9ª in Serie A1; Semifinalista in Coppa Italia 2001 - 2001-2002 · 11ª in Serie A1, salva ai play-out, rinuncia all'iscrizione. - 2002-2003 · in Serie B regionale, promossa in Serie B d'Eccellenza. - 2003-2004 · in Serie B d'Eccellenza, retrocessa in Serie B2. - 2004-2005 · 2ª in Serie B regionale. - 2005-2006 · 5ª in Serie B regionale. - 2006-2007 · 1ª in Serie B regionale, vince i play-off promossa in Serie B d'Eccellenza. - 2007-2008 · 7ª in Serie B d'Eccellenza, 6ª nella Poule retrocessione, perde i play-out, retrocessa in Serie B2. - 2008-2009 · 1ª in Serie B regionale, 1ª in Poule promozione, perde lo spareggio promozione, ammessa in Serie B d'Eccellenza. - 2009-2010 · 3ª nel Girone D2 di Serie B d'Eccellenza, 6ª nella Poule promozione, eliminata al primo turno dei play-off. - 2010-2011 · 3ª nel Girone C2 di Serie B d'Eccellenza, finalista play-off. - 2011-2012 · 6ª nel Girone N di Serie B. - 2012-2013 · 2ª nel Girone A Sicilia di Serie B, semifinalista play-off. - 2013-2014 · 2ª in Serie B siciliana, semifinalista interregionale play-off, ammessa in Serie C. - 2014-2015 · 4ª in Serie C siciliana. - 2015-2016 · 5ª in Serie C siciliana, ammessa in Serie B. - 2016-2017 · 3ª in Serie B siciliana, semifinalista play-off. - 2017-2018 · 7ª in Serie B siciliana. - 2018-2019 · 7ª in Serie B siciliana. - 2019-2020 · 7ª in Serie B siciliana. - 2020-2021 · 6ª in Serie C Sicilia. - 2021-2022 · 5ª nel Girone B di Serie C/B Sicilia, 2ª nella fase orologio. - 2022-2023 · 5ª in Serie B siciliana. - 2023-2024 · 6ª in Serie B siciliana, quarti di finale play-off; non si iscrive al campionato seguente. - 2024-2025 · 1ª nel Girone A di Serie C siciliana, vince i play-off, promossa in Serie B. |